# Yan Xing
En aquest nom xinès, el cognom és Yan.
Yan Xing, nom estilitzat Yanming (彥明), també anomenat Yan Yan (閻艷), va ser un general militar durant el període de la tardana Dinastia Han Oriental de la història xinesa. Ell era el gendre del senyor de la guerra Han Sui. Durant la batalla contra el senyor de la guerra Ma Teng, Yan es va fer prou conegut per la seva habilitat arraconant a Ma Chao. Yan més tard tractà de persuadir a Han Sui d'unir-se al senyor de la guerra Cao Cao, però Han ja s'havia aliat amb Ma Chao, per la
qual cosa va desembarassar-se de Yan. Yan llavors va anar personalment a unir-se a Cao.